# (13788) Dansolander
(13788) Dansolander est un astéroïde de la ceinture principale.

## Description
(13788) Dansolander est un astéroïde de la ceinture principale. Il fut découvert le 18 octobre 1998 à La Silla par Eric Walter Elst. Il présente une orbite caractérisée par un demi-grand axe de 2,72 UA, une excentricité de 0,23 et une inclinaison de 8,6° par rapport à l'écliptique.

## Compléments